# زاك ألين
زاك ألين (بالإنجليزية: Zach Allen)‏ هو لاعب كرة قدم أمريكية أمريكي، ولد في 20 أغسطس 1997 في نيو كانان في الولايات المتحدة.

## وصلات خارجية
- زاك ألين على موقع مرجع كرة القدم المحترفة.كوم (الإنجليزية)